# Охорона здоров'я в Польщі

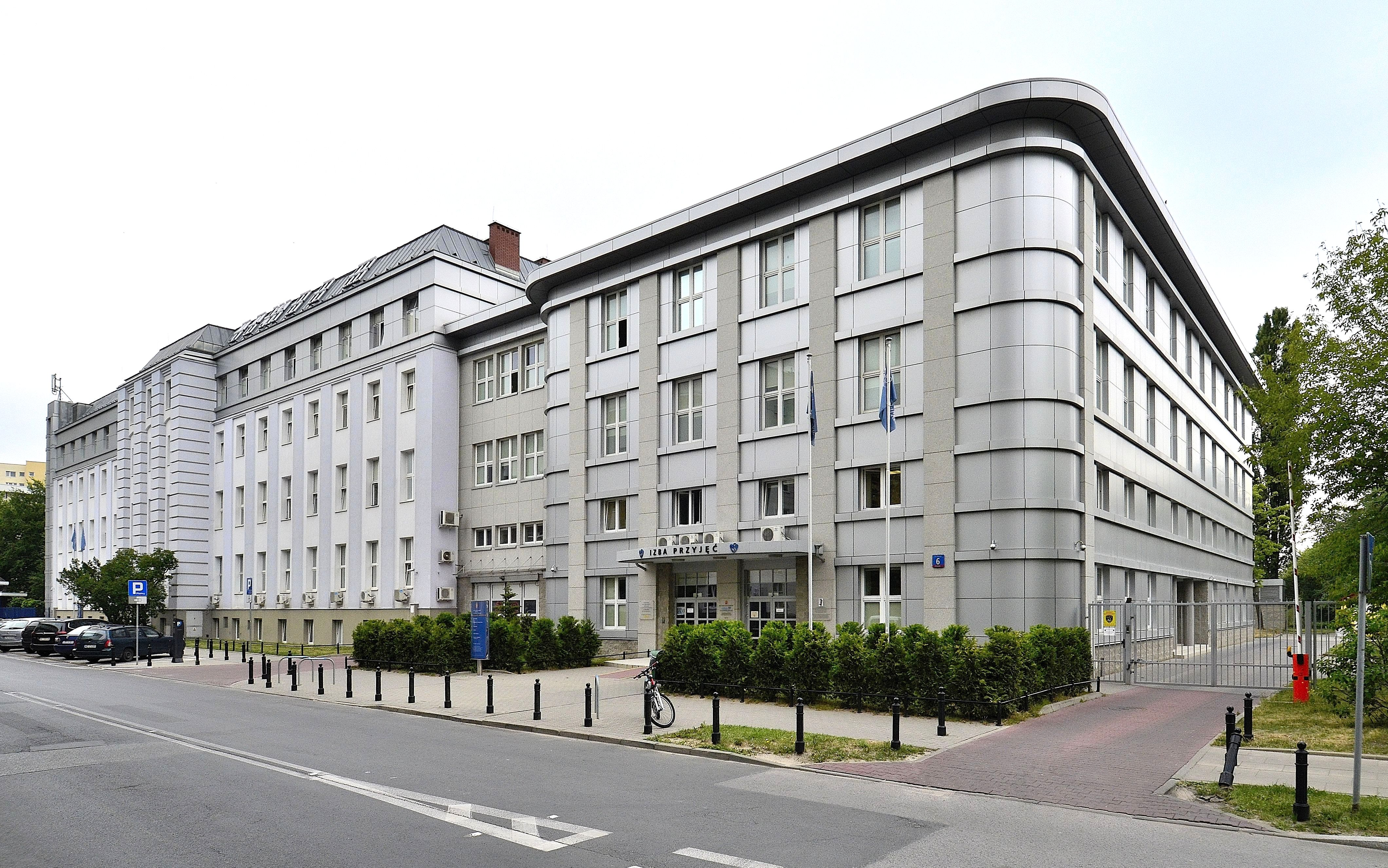
Госпіталь на Інфлянській вулиці у Варшаві, Польща, 2015

Охорона здоров'я в Польщі є вільною і здійснюється через систему охорони здоров'я, що фінансується публічно, під назвою Національний Фонд Охорони Здоров'я (пол. Narodowy Fundusz Zdrowia), яка є безкоштовною для всіх громадян Польщі за умови, що вони потрапляють у категорію "застраховані" (зазвичай означає, що вони сплачують медичне страхування за їхнім роботодавцем або жінкою або дитиною застрахованої особи). Відповідно до статті 68 Конституції Польщі, кожен має право на доступ до медичної допомоги. Громадянам надається рівний доступ до державної системи охорони здоров'я. Зокрема, уряд зобов'язаний надавати безкоштовну медичну допомогу маленьким дітям, вагітним жінкам, інвалідам та людям похилого віку. Проте в Польщі досить популярним є використання приватних медичних послуг. Пацієнти, які не застраховані, повинні оплачувати повну вартість медичних послуг. Згідно з дослідженням, проведеним CBOS в 2016 році, з 84% пацієнтів, які брали участь в опитуванні, 40% заявили про використання як приватних, так і державних медичних послуг, 37% використовують лише громадські медичні послуги, а 7% використовують лише приватні медичні послуги. 77% усіх респондентів, які заявили про використання приватної медичної допомоги, сказали, що користують саме приватними послугами через тривале очікування громадських медичних послуг.

## Фінансування та витрати на охорону здоров'я
Основним джерелом фінансування є медичне страхування в Національному Фонді Охорони Здоров'я. Громадяни зобов'язані сплатити страховий внесок (перерозподілений податок), який вираховується з доходів фізичних осіб та становить 9% (з податку відраховується 7,75%, застрахований 1,25% - безпосередньо до Національного фонду здоров'я).
Національний бюджет покриває близько 5% усіх витрат на медичні послуги. З 2007 року аварійно-рятувальні служби фінансуються загалом з державного бюджету.
Загальні витрати на охорону здоров'я в Польщі покриваються в 70% медичним страхуванням у Національному Фонді Охорони Здоров'я, де інші 30% надходять від приватної медичної допомоги.

## Структура
Структура системи охорони здоров'я в Польщі регулюється цими законами:
| Законодавство | Акт №                     |
| --- | ------------------------- |
| Закон про медичну діяльність (пол. Ustawa o działalności leczniczej)                                                                 | Dz.U. z 2018 r. poz. 160  |
| Закон про державне фінансування медичних послуг (пол. Ustawa o świadczeniach opieki zdrowotnej finansowanych ze środków publicznych) | Dz.U. z 2018 r. poz. 1510 |
| Закон про права пацієнтів та представника прав пацієнтів (пол. Ustawa o prawach pacjenta i Rzeczniku Praw Pacjenta)                  | Dz.U. z 2017 r. poz. 1318 |

## Постачальники медичних послуг
- Підрозділи охорони здоров'я, що функціонують як економічні оператори
- Самодостатні підрозділи охорони здоров'я: науково-дослідні інститути, фонди, асоціації та церкви.
- Приватна медична допомога: медична, доглядова, стоматологія
- Аптеки

### Первинна медична допомога
Основою системи охорони здоров'я є лікар первинної медичної допомоги, який найчастіше є фахівцем з питань здоров'я сім'ї. Вони відповідають за проведення лікування та проведення профілактичних заходів для призначених пацієнтів. Якщо хвороба вимагає втручання фахівця, перший контактний лікар видає направлення до лікарні або іншого медичного закладу. Операції первинної медичної допомоги відкриті з понеділка по п'ятницю з 8:00 до 18:00. В інший час Національний Фонд Охорони Здоров'я має контракти з 24-годинними медичними установами. Адреси та телефонні номери підрозділів, які надають 24-годинне медичне обслуговування, доступні в первинних медичних кабінетах. Направлення не потрібне для онкології, гінекології, психіатрії, стоматології або хвороб, що передаються статевим шляхом. Не всі стоматологічні послуги покриваються схемою медичного страхування.

## Контрольно-наглядові установи
- Національна санітарна інспекція (пол. sanepid)
- Національна фармакологічна інспекція
- Пацієнти омбудсмена
- Воєводські центри охорони здоров'я
- Міністерство охорони здоров'я відповідає за створення та виконання національних програм охорони здоров'я, контроль і нагляд за загальною медичною ситуацією.

## Доступ до медичних послуг
Відповідно до Акту № 240 від 27.08.2004 про громадське заснування охорони здоров'я, доступ до послуг охорони здоров'я може бути наданий, якщо пацієнт може підтвердити наявність медичного страхування, представивши такий документ, як страхова картка, страхова карта для членів сім'ї співробітників або пенсійна картка.
Для отримання доступу до:
- стаціонарного лікування
- відновлення лікування
- реабілітації
- догляду за хронічними захворюваннями

Направлення не потрібно для таких пацієнтів:
- страждаючих на туберкульоз
- ВІЛ-інфікованих
- учасників бойових дій, інвалідів війни та жертв репресій
- сліпих цивільних, якщо вони є жертвами війни
- привілейованих солдатів, ветеранів у разі лікування травм та інфекцій під час виконання обов'язків за межами країни
- нарко- і алкозалежні
- проведення медичного огляду на донорство органів

## Швидка медична допомога

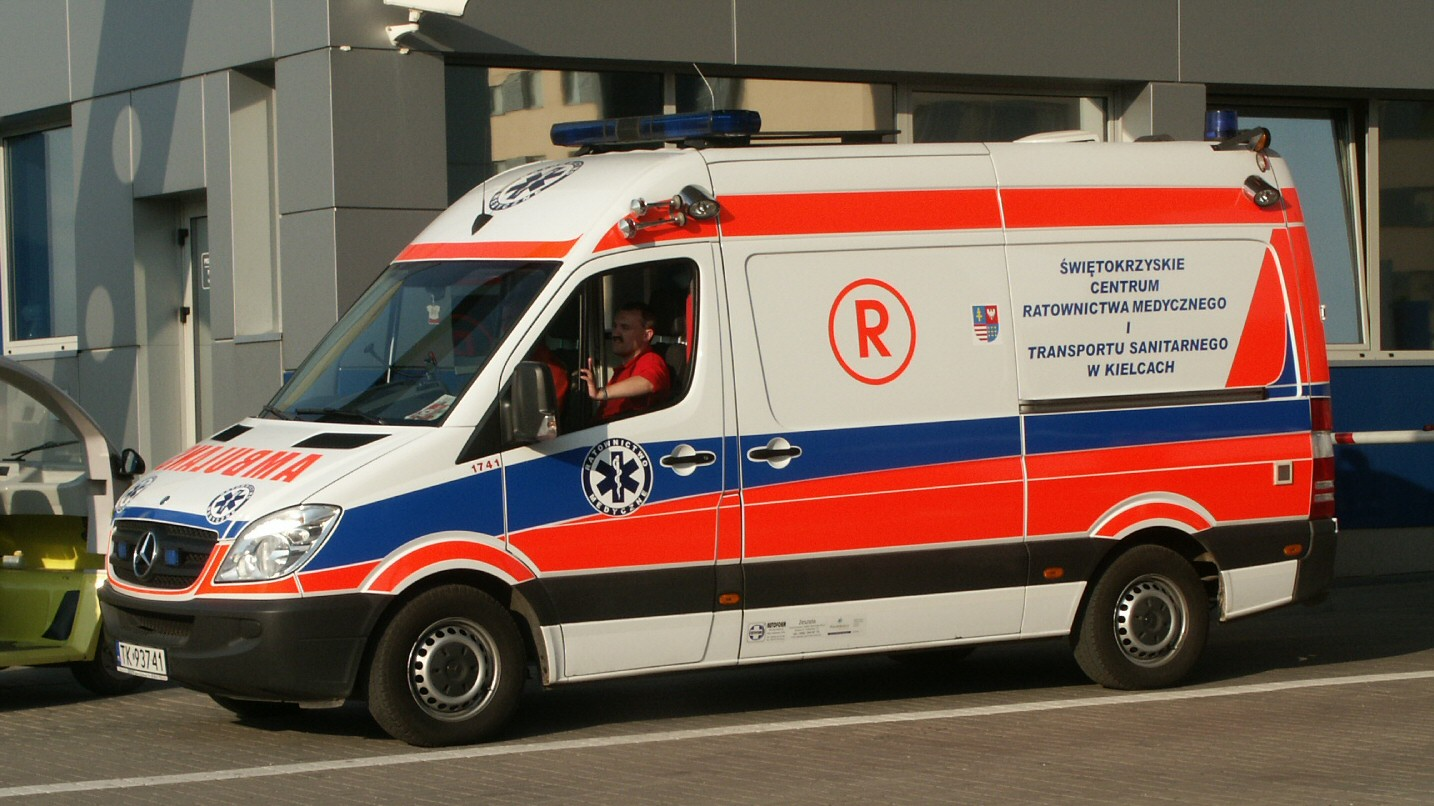
Автомобіль швидкої допомоги в Польщі

Швидка медична допомога (пол. Ratownictwo Medyczne, RM) у Польщі є службою громадської, долікарської невідкладної медичної допомоги, в тому числі служби швидкої допомоги, що надаються окремими польськими містами та повітами. Ці послуги, як правило, надаються місцевою лікарнею, яка загалом управляється, і, як правило, фінансується урядом Польщі. У ряді випадків лікарні підписують ці послуги приватним операторам. На додаток до публічно фінансованих послуг існує безліч приватних служб швидкої допомоги, які працюють незалежно.

## Проблеми у системі охорони здоров'я в Польщі
Система охорони здоров'я в Польщі мала проблеми протягом багатьох років. Згідно з Euro health consumer index 2016, Польща була на 31-му місці з 35-ти.
Основними проблемами, переліченими в Euro health consumer index 2016, є:
- складний доступ до лікаря-спеціаліста (особливо до стаціонарного лікування) і тривалий час очікування медичних послуг: планова, серйозна операція: понад 90 днів, лікування раку: понад 21 дня, томографія: понад 7 днів
- погані результати при лікуванні раку - відсутність доступу до сучасних медикаментів і високий рівень смертності
- доступ до легального аборту - Польща, Мальта та Кіпр є єдиними країнами Європи з оцінкою «0» в Euro health consumer index 2018
- цифрова структура медичної інформації: труднощі з електронними рецептами і рефералами, відсутність доступу до результатів експертизи або перелік уповноважених лікарів